# Vagnhärad
Vagnhärad ist eine schwedische Ortschaft (Tätort) in der Gemeinde Trosa, zwischen Gnesta, Södertälje und Trosa im Osten von Södermanland. Der Ort verfügt über einen Bahnhof und ein Postamt.
Vagnhärad wurde erstmals im Jahre 1350 als Wanghæradh erwähnt. 1997 gab es einen großen Erdrutsch, bei dem mehrere Häuser in den Trosaån rutschten.

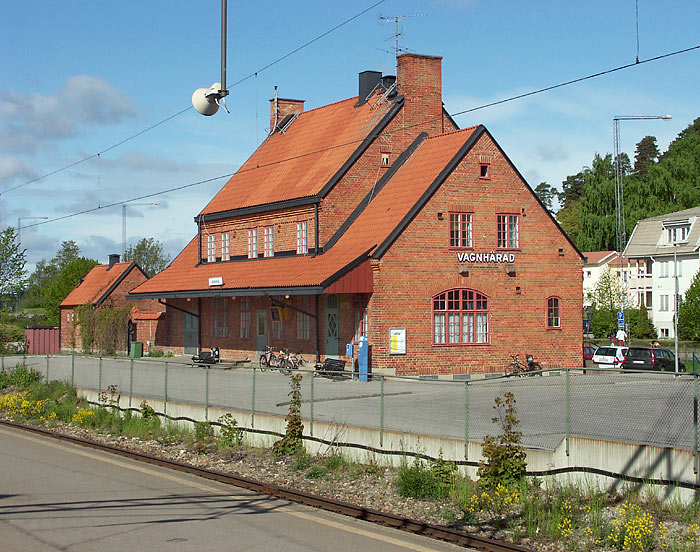
Bahnhof

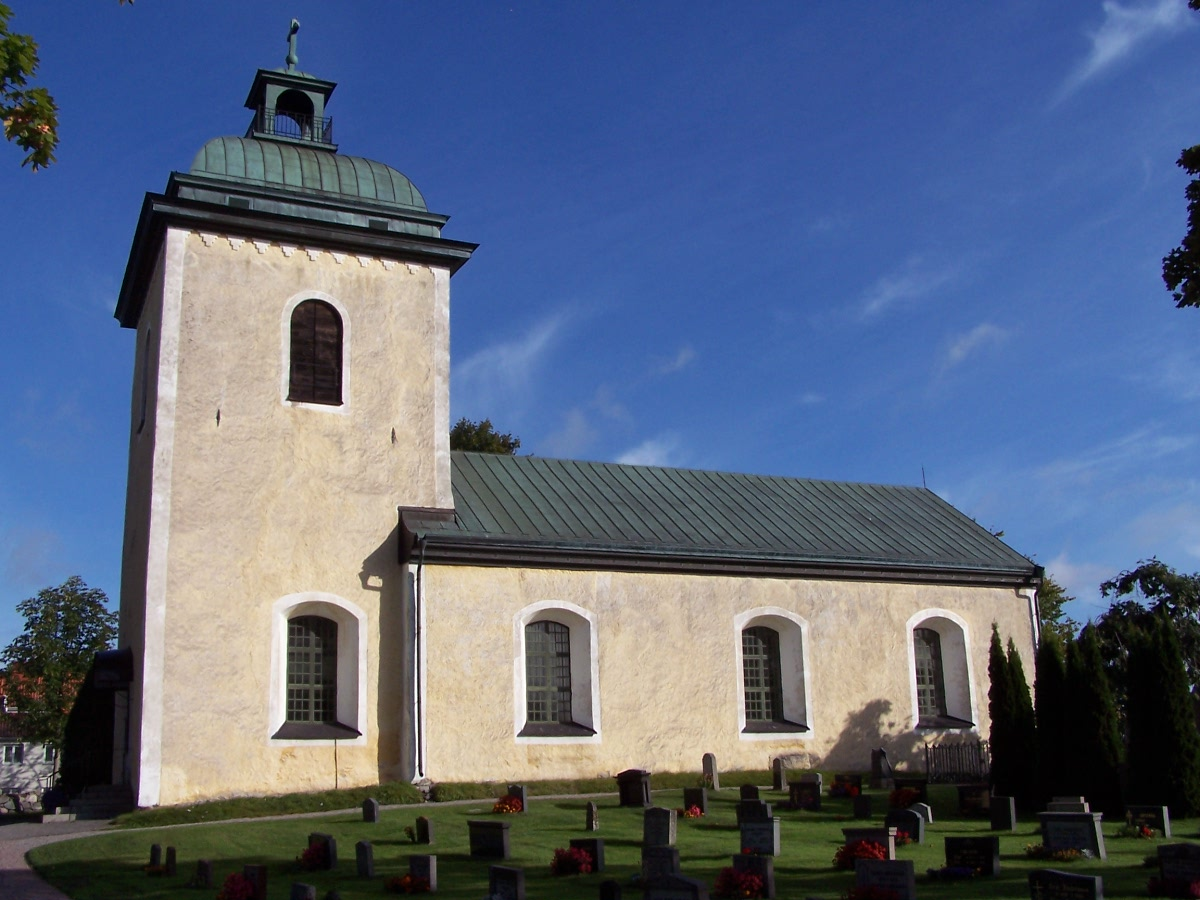
Kirche in Vagnhärad

Die Stadt war das Vorbild für den Ort Hedeby in Sven Delblancs Romanen Åminne (1970), Stenfågel (1973), Vinteride (1974) und Stadsporten (1976), die in Schweden zwischen 1978 und 1982 als erfolgreiche 18-teilige Fernsehserie Hedebyborna verfilmt wurde. Die Serie wurde in und um Vagnhärad gedreht.

## Persönlichkeiten
- Lars Gabriel Andersson (1868–1951), Lehrer und Herpetologe